# Aeonium bramwellii
Aeonium bramwellii là một loài thực vật có hoa trong họ Crassulaceae. Loài này được G.D.Rowley miêu tả khoa học đầu tiên năm 1973.